# キタサンショウウオ
キタサンショウウオ（Salamandrella keyserlingii）は、両生綱有尾目サンショウウオ科キタサンショウウオ属に分類される有尾類。キタサンショウウオ属の模式種。

## 分布
カザフスタン北部、中華人民共和国北東部、朝鮮民主主義人民共和国北部、日本（釧路湿原）、国後島、色丹島、モンゴル、ロシア
模式標本の産地（模式産地）はクルトゥク村（ロシアイルクーツク州）と考えられている。有尾目のみならず現生の両生綱全体でも最広域分布種（移入された分布域を除く）とされる。
日本では1954年に初めて発見された。北海道内の分布が限定的であること、分布境界線である八田線（宗谷線）よりも南に分布していることから人為分布とする説もあったが、分子系統学的解析から在来種と考えられている。日本には鮮新世後期から更新世前期（1,900,000-1,700,000年前）にサハリン島経由で渡ってきたと推定されている。

## 形態
全長12-16センチメートル。尾は短く、頭胴長と等しいか短い。体側面に入る皺（肋条）は左右に通常13-15本ずつだが、より少ない個体もいる。背面の色彩は暗褐色で、頭部背面から尾の先端まで黄色い帯模様が入る。帯模様には頸部から尾基部にかけて濃褐色の縞模様が入る個体が多い。
上顎中央部に並ぶ歯の列（鋤骨歯列）は浅いアルファベットの「V」字状。
オスは体型がより頑丈で、四肢や尾がより長い。繁殖期になると側頭部や四肢に白い突起が現れ、オスはこの突起がより顕著。繁殖期のオスは帯模様が暗色化し、不明瞭になる。
卵は直径0.2センチメートルで、黒褐色。卵嚢は縦幅12-21センチメートル、横幅2.5センチメートル。卵嚢の表面は透明で、表面には皺がない。

## 生態
主に針葉樹林（タイガ）に生息するが、永久凍土帯やツンドラ、カラマツ林、草原、湿原、海岸など様々な環境に生息する。成体や幼体（亜成体）は陸棲。成体や幼体や夜行性だが、幼生は昼夜を問わずに活動する。9-10月（北部個体群では8-9月）から翌4-5月まで（寒冷地では5-6月まで）、倒木の中や下、地中、動物の巣穴などに潜り冬眠する。低温に対する耐性が強く冬眠中に気温が-23℃まで低下しても、数日間であれば死ぬことはない。
食性は動物食で、昆虫、クモ、軟体動物、環形動物などを食べる。幼生は主に昆虫を食べるが、地域によっては主にヨコエビを食べる。
繁殖形態は卵生。温帯では4-5月、北極圏では5-6月に、水たまり、池、湖、水路などの様々な水場に卵を産む。繁殖期は1-2週間だが、北部個体群は1か月に達することもある。オスは水中で水面近くの木の枝などに捕まり、尾を揺らしながらメスが近づくのを待つ。メスがオスの尾に触れると、オスはメスの体に尾で巻きメスが産卵を開始する。一か所に複数の個体が集まり産卵することが多く、1つの枝に複数の卵嚢が付着していることも多い。1つの卵嚢に周辺にいるオスも集まって放精する。100-300個の卵を産む。卵は30-40日で孵化する。幼生のまま越冬せず、7-8月には変態し幼体になる。オスは生後2-3年、メスは生後3-4年で成熟する。

## 人間との関係
日本では釧路湿原の牧草地化や宅地開発、運動公園の拡張による生息地の破壊、水位低下、道路建設による生息地の分断などにより生息数は減少している。釧路湿原では約90か所の生息地が確認されていたが、そのうち30%で絶滅あるいはほぼ絶滅したと推定されている。釧路湿原の生息地は国立公園や保護区に指定され、1975年に釧路市の、1992年に標茶町の天然記念物に指定されている。
準絶滅危惧（NT）（環境省レッドリスト）